# پروتئین آهن غیر هم
در بیوشیمی، پروتئین‌های آهن غیرهم خانواده‌ای از آنزیم‌ها را توصیف می‌کنند که از آهن در محل فعال استفاده می‌کنند اما فاقد کوفاکتورهای هم هستند. پروتئین‌های آهن-گوگرد، از جمله آنزیم‌هایی هستند که در این تعریف گنجانده نشده‌اند.
برخی از پروتئین‌های آهن غیر هم حاوی یک آهن در محل‌های فعال خود هستند، برخی دیگر دارای جفت مرکز آهن هستند:
- بسیاری از پروتئین‌های تک آهن Alpha-ketoglutarate-dependent hydroxylases هستند. نمونه‌های مهم آن عبارتند از لیپواکسیژنازها، Isopenicillin N synthase, Protocatechuate 3,4-dioxygenase, Deacetoxycephalosporin-C synthase,[۱] و هیدروکسیلازهای آمینو اسیدهای آروماتیک.[۲]

تصویری از یک فرایند تبدیل که توسط یک پروتئین آهن غیر هم کاتالیز شده‌است.

- آنزیم‌های اصلی دو آهن عبارتند از همیترین، برخی از ریبونوکلئوتید ردوکتازها،[۳] برخی متان مونواکسیژنازها، اسید فسفاتازهای بنفش و فریتین.[۴][۵]

اکسیژنه کردن همیترین، یک پروتئین غیر هم دو آهن.